# CELU-Diplom
Das CELU-Diplom (Certificado de Español: Lengua y Uso) ist eine Sprachprüfung für Spanisch als Fremdsprache, die die Fähigkeit eines Nicht-Muttersprachlers im Spanischen bescheinigen soll. Es wird seit 2004 von dem Consorcio Interuniversitario para la Evaluación del Conocimiento y Uso del Español como Lengua Extranjera, einem aus 19 argentinischen Universitäten zusammenbestehenden Konsortium, angeboten.

## Voraussetzungen
Das CELU darf nur von denen abgelegt werden, die Spanisch nicht als Muttersprache sprechen. Die Prüflinge müssen älter als  16 Jahre sein, und mindestens drei Jahre  der Sekundarschule (Gymnasium, Realschule, oder argentinischen EGB) abgeschlossen  haben. Das Zertifikat ermöglicht den Zugang zum Sprachstudium an einer  Hochschule und qualifiziert für Stellen, bei denen gute Spanischkenntnisse gefordert werden.

## Stufen
Es gibt die beiden Leistungsstufen Mittelstufe und Fortgeschrittene. Beide weisen in  verschiedenem Grad die Fähigkeit des Kandidaten nach, sich in alltäglichen, beruflichen oder akademischen Situationen in spanischer Sprache verständigen zu können.  Die Übungshinweise und die Texte, die in der Prüfung vorgelegt werden, können von allen Sprechern spanischsprachiger Varianten (Mundarten),   verstanden werden.

## Geltung
Das CELU wird in folgenden Ländern als gültiges Sprachzeugnis anerkannt:
- Argentinien
- Brasilien
- Volksrepublik China

## Prüfung
| Prüfungsteile      | Prüfungsteile                                                | Prüfungsteile     | Prüfungsteile |
|                    | Leistungsfähigkeiten                                         | Zeit              | Tätigkeit |
| ------------------ | ------------------------------------------------------------ | ----------------- | --- |
| Schriftlicher Teil | - Leseverständnis - Hörverständnis - schriftliche Produktion | 3 Stunden         | - Hörverständnis von Texten - schriftliche Produktion von Texten auf einen bestimmten Zweck orientiert und für bestimmten Partnern. |
| Mündlicher Teil    | - Leseverständnis - Hörverständnis - mündliche Produktion    | 15 bis 20 Minuten | - Leseverständnis von kleineren Texten: Vortrag und Gespräch                                                                        |

## Termine und Orte
Die Prüfung findet zweimal jährlich  im Juni und im November statt.
Prüfungsorte gibt es in Argentinien, Brasilien, Deutschland und Frankreich.
Das Interuniversitärische Konsortium zur Prüfung der Sprachkenntnissen und Benutzung der spanischen Sprache als Fremdsprache besteht derzeit aus folgenden Hochschulen:
- Universidad de Buenos Aires.
- Universidad Nacional de Catamarca.
- Universidad Nacional del Centro de la Provincia de Buenos Aires.
- Universidad Nacional del Comahue.
- Universidad Nacional de Córdoba.
- Universidad Nacional de Cuyo.
- Universidad Nacional de La Pampa.
- Universidad Nacional de La Plata.
- Universidad Nacional del Litoral en Santa Fe.
- Universidad de Lomas de Zamora.
- Universidad Nacional de Mar del Plata.
- Universidad Nacional de Quilmes.
- Universidad Nacional de Río Cuarto.
- Universidad Nacional de Río Negro.
- Universidad Nacional de Salta.
- Universidad Nacional de San Luis.
- Universidad Nacional del Sur.
- Universidad Nacional de General San Martín.
- Universidad de Villa María.